# Rio Bodeasa
O Rio Bodeasa é um rio da Romênia afluente do Rio Başeu, localizado no distrito de Botoşani.